# Donovan Pines
Donovan Pines, né le 7 mars 1998 à Clarksville dans le Maryland, est un joueur international américain de soccer qui joue au poste de défenseur central au Grazer AK.

## Biographie

### Parcours universitaire
Donovan Pines obtient son diplôme de secondaire à l'école secondaire River Hill de Clarksville, dans le Maryland. Il joue aussi à l'académie de D.C. United,. Il fait également un stage d'une semaine à l'académie de l'Inter Milan en mai 2015. Il joue ensuite au soccer au niveau universitaire à l'Université du Maryland, à College Park, entre 2016 et 2018. 
Le 26 août 2016, il participe à son premier match avec les Terrapins face aux Bruins de l'UCLA, en remplaçant Diego Silva en seconde mi-temps (1-1). Le 9 septembre, il délivre sa première passe décisive en faveur de son coéquipier Alex Crognale (en) face aux Hoosiers de l'Indiana (1-1). Il dispute son premier match en tant que titulaire, le 21 octobre, face au Pride de Hofstra (victoire 2-1). Il est membre de l'équipe-type freshman du Big Ten le 4 novembre,. Il est remplaçant lors de la finale gagnée du tournoi du Big Ten (en) face aux Badgers du Wisconsin le 13 novembre et entre en jeu durant la seconde période (2-1). Les Terrapins participent aux séries éliminatoires du championnat de la NCAA, mais perdent dès le deuxième tour face aux Friars de Providence (défaite 4-5).
La saison suivante, il devient rapidement titulaire en défense centrale, à la suite des départs de Chris Odoi-Atsem (en), Alex Crognale (en) et Suli Dainkeh. Le 22 septembre, il réalise un excellent match face aux Spartans de Michigan State (0-0) et également nommé dans l'équipe-type de la semaine de TopDrawerSoccer (en). Quatre jours plus tard, il inscrit son premier but avec les Terps face aux Retrievers de l'UMBC (1-1). Il est membre de la deuxième équipe-type du Big Ten le 3 novembre,. Lors des quarts de finale du tournoi du Big Ten (en), ils sont éliminés par les Badgers du Wisconsin, futurs vainqueurs (défaite 1-2). Les Terrapins participent une nouvelle fois aux séries éliminatoires du championnat de la NCAA, mais perdent dès le premier tour face aux Great Danes d'Albany.
En troisième année, il devient titulaire indiscutable en défense centrale. Il est membre de l'équipe-type du Big Ten le 2 novembre 2018,. Les Terrapins participent une nouvelle fois aux séries éliminatoires du championnat de la NCAA où ils remportent leurs trois rencontres et accèdent au tournoi final, la College Cup. Les Terrapins remportent la finale face aux Zips d'Akron (victoire 1-0),. Il est également nommé dans l'équipe-type de la College Cup. Lors de cette compétition, il dispute cinq rencontres, délivre une passe décisive et inscrit un but. Il est également nommé deux fois dans l'équipe de la semaine de TopDrawerSoccer (en), et remporte la distinction du joueur de la semaine par son équipe.
Il est nommé dans l'équipe-type du Nord,, puis dans la deuxième équipe-type All-American des United Soccer Coaches (en), et dans l'équipe-type de TopDrawerSoccer (en) en décembre 2018,. En 56 rencontres, Donovan Pines inscrit trois buts et trois passes décisives avec les Terrapins du Maryland,.

### Carrière en club

#### D.C. United (2019-2023)
Il signe avec le D.C. United son premier contrat en tant que Homegrown Player le 22 janvier 2019,. Il devient le onzième joueur formé au club de l'histoire de la franchise.
Le 9 mars 2019, il fait ses débuts professionnel avec la réserve de D.C. United en USL Championship, contre le Nashville SC (défaite 2-0),. Après quelques matchs avec Loudoun, il fait ses débuts en MLS, le 13 avril, face aux Rapids du Colorado durant lequel, il délivre sa première passe décisive pour Luciano Acosta (victoire 2-3),. Lors de la rencontre contre Minnesota United, le 28 avril, il marque un but de la tête sur corner en première mi-temps, mais le but est refusé pour une faute avant le but par la VAR,. Début mai, il se fait une entorse au genou qui lui fait manquer quatre semaines de compétition,,.
La saison suivante, il inscrit son premier but en MLS, le 14 octobre 2020, contre le Union de Philadelphie (2-2),,. Quatre jours plus tard, il inscrit un nouveau but en MLS contre le FC Cincinnati (victoire 1-2).

### Carrière internationale
Le 1er juillet 2021, il est retenu dans la liste des vingt-trois joueurs américains sélectionnés par Gregg Berhalter pour disputer la Gold Cup 2021,. Il effectue sa première sélection avec la Team USA le 15 juillet face à la Martinique lors du deuxième match de poule des Américains, en remplaçant Walker Zimmerman en seconde mi-temps (victoire 6-1),. Trois jours plus tard, il dispute sa deuxième sélection contre le Canada, en remplaçant Walker Zimmerman qui se blesse au début de la première mi-temps (victoire 1-0),,. Il reste en revanche sur le banc des remplaçants lors de la finale contre le Mexique le 1er août. Les États-Unis s'imposent finalement sur un but de Miles Robinson en prolongations, remportant donc son premier titre international,. Lors de cette compétition, il dispute deux rencontres.

## Statistiques

### Statistiques en club
| Saison                | Club                  | Championnat           | Championnat | Championnat | Championnat | Coupe(s) nationale(s) | Coupe(s) nationale(s) | Coupe(s) nationale(s) | Compétition(s) continentale(s) | Compétition(s) continentale(s) | Compétition(s) continentale(s) | Compétition(s) continentale(s) | Séries | Séries | Séries | Total | Total | Total |
| Saison                | Club                  | Division              | M.          | B.          | P.d.        | M.                    | B.                    | P.d.                  | Comp.                          | M.                             | B.                             | P.d.                           | M.     | B.     | P.d.   | M.    | B.    | P.d.  |
| 2019                  | Loudoun United        | USLC                  | 6           | 0           | 0           | -                     | -                     | -                     | -                              | -                              | -                              | -                              | -      | -      | -      | 6     | 0     | 0     |
| 2019                  | D.C. United           | MLS                   | 10          | 0           | 1           | 0                     | 0                     | 0                     | -                              | -                              | -                              | -                              | 0      | 0      | 0      | 10    | 0     | 1     |
| 2020                  | D.C. United           | MLS                   | 16          | 3           | 0           | -                     | -                     | -                     | -                              | -                              | -                              | -                              | -      | -      | -      | 16    | 3     | 0     |
| 2021                  | D.C. United           | MLS                   | 18          | 0           | 0           | -                     | -                     | -                     | -                              | -                              | -                              | -                              | -      | -      | -      | 18    | 0     | 0     |
| 2022                  | D.C. United           | MLS                   | 21          | 0           | 0           | 2                     | 0                     | 0                     | -                              | -                              | -                              | -                              | -      | -      | -      | 23    | 0     | 0     |
| 2023                  | D.C. United           | MLS                   | 22          | 3           | 0           | 1                     | 0                     | 0                     | LC                             | 3                              | 0                              | 0                              | -      | -      | -      | 26    | 3     | 0     |
| Sous-total            | Sous-total            | Sous-total            | 87          | 6           | 1           | 3                     | 0                     | 0                     | -                              | 3                              | 0                              | 0                              | 0      | 0      | 0      | 93    | 6     | 1     |
| 2023-2024             | Barnsley FC           | League One            | 4           | 2           | 0           | -                     | -                     | -                     | -                              | -                              | -                              | -                              | -      | -      | -      | 4     | 2     | 0     |
| 2024-2025             | Barnsley FC           | League One            | 24          | 2           | 0           | 3                     | 1                     | 0                     | -                              | -                              | -                              | -                              | -      | -      | -      | 27    | 3     | 0     |
| Sous-total            | Sous-total            | Sous-total            | 28          | 4           | 0           | 3                     | 1                     | 0                     | -                              | -                              | -                              | -                              | -      | -      | -      | 31    | 5     | 0     |
| 2025-2026             | Grazer AK             | Bundesliga            | 1           | 0           | 0           | -                     | -                     | -                     | -                              | -                              | -                              | -                              | -      | -      | -      | 1     | 0     | 0     |
| Total sur la carrière | Total sur la carrière | Total sur la carrière | 122         | 10          | 1           | 6                     | 1                     | 0                     | -                              | 3                              | 0                              | 0                              | 0      | 0      | 0      | 131   | 11    | 1     |

## Palmarès
| Terrapins du Maryland - Vainqueur du Championnat de la NCAA en 2018 - Vainqueur de la saison régulière du Big Ten en 2016 - Vainqueur du tournoi du Big Ten (en) en 2016 | États-Unis - Vainqueur de la Gold Cup en 2021 |  |

### Distinctions personnelles
- Membre de l'équipe-type freshman du Big Ten en 2016
- Membre de l'équipe-type de la College Cup en 2018
- Membre de l'équipe-type du Big Ten en 2018
- Membre de l'équipe-type de TopDrawerSoccer (en) en 2018
- Membre de la 2e équipe-type du Big Ten en 2017
- Membre de la 2e équipe-type All-American des United Soccer Coaches (en) en 2018